# Hisasi
Hisasi（ひさし）は日本の漫画家・イラストレーター・同人作家。男性。大阪府在住。同人サークル「ねこはまんまがうつくしい」を主宰。代表作は『小悪魔カノジョ』で、ピンクパイナップルからアダルトアニメ化された。

## 作品リスト

### 漫画
1. 『ポルノスイッチ』[5] （2012年11月30日発売[6]、ワニマガジン社〈ワニマガジンコミックススペシャル〉、ISBN 978-4-86269-223-8）
2. 『小悪魔カノジョ』 （2013年1月30日発売[7]、キルタイムコミュニケーション〈アンリアルコミックス104〉、ISBN 978-4-79920-362-0）
3. 『少女のトゲ』[8] （2013年12月25日発売[9]、ワニマガジン社〈ワニマガジンコミックススペシャル〉、ISBN 978-4-86269-284-9）

### 画集
- 『H girl Hisasi画集 2011-2018』 （2018年12月27日発売[10]、ワニマガジン社〈ワニマガジンコミックススペシャル〉、ISBN 978-4-86269-614-4）

### 小説挿絵
- 『英知学園のアンダーハート』 （2013年、著：根岸和哉、富士見書房〈富士見ファンタジア文庫〉）
- 『ネトゲの嫁は女の子じゃないと思った?』 （2013年 - 2023年、著：聴猫芝居、KADOKAWA/アスキー・メディアワークス〈電撃文庫〉）[11][12]
- 『魔装学園H×H』 （2014年 - 2022年、著：久慈マサムネ、KADOKAWA〈角川スニーカー文庫〉）
- 『ものぐさ寝猫の怠惰な探偵帖』 （2014年、著：舞阪洸、エンターブレイン〈ファミ通文庫〉）

### アンソロジー
- 『フォトカノ 電撃コミックアンソロジー』 （2012年4月27日発売、アスキー・メディアワークス、ISBN 978-4-04886-587-6）[13]
- 『ひだまりスケッチ ストーリーアンソロジーコミック 1』 （2012年11月27日発売、芳文社、ISBN 978-4-83224-231-9）
- 『僕は友達が少ない 公式アンソロジーコミック3』 （2013年1月23日発売、メディアファクトリー、ISBN 978-4-84014-781-1）
- 『フォトカノ 電撃コミックアンソロジー Kiss』 （2013年3月27日発売、アスキー・メディアワークス、ISBN 978-4-04891-463-5）
- 『4コマ公式アンソロジー ソードアート・オンライン 2』 （2013年8月27日発売、アスキー・メディアワークス、ISBN 978-4-04891-445-1）
- 『限定M彼女 〜Mっ娘アンソロジー』 （2013年5月31日発売、芳文社〈芳文社コミックス〉、ISBN 978-4-83223-357-7）
- 『艦隊これくしょん -艦これ- 電撃コミックアンソロジー 佐世保鎮守府編 1』 （2013年11月26日発売、アスキー・メディアワークス） ISBN 978-4-04866-186-7
- 『艦隊これくしょん -艦これ- 電撃コミックアンソロジー 佐世保鎮守府編 3』 （2014年4月26日発売、KADOKAWA/アスキー・メディアワークス、ISBN 978-4-04866-497-4）

### アダルトゲーム
- 『あねよめカルテット』 （2014年10月31日発売、きゃんでぃそふと）

### アダルトアニメ
- 『小悪魔カノジョ THE ANIMATION』（ピンクパイナップル）
  1. 『汁まみれでトロトロ』 2013年12月20日発売[3]
  2. 『かたこい』 2016年2月26日発売[4]

### テレビアニメ
- 『史上最強の弟子ケンイチ 闇の襲撃』 （第4話エンドカード、2013年）
- 『ブラック・ブレット』 （第5話エンドカード、2014年）
- 『ご注文はうさぎですか?』 （BS11再放送版第11羽エンドカード）
- 『ULTRA SUPER ANIME TIME』 （2nd Season 第10回エンドカード、2015年）
- 『ブブキ・ブランキ』 （第6話エンドカード、2016年）
- 『魔装学園H×H』 （第12話エンドカード、2016年）
- 『エロマンガ先生』 （ラノベパッケージ制作協力 爆炎のダークエルフ、2017年）
- 『sin 七つの大罪』 （第6話エンドカード、2017年）
- 『はじめてのギャル』 （第7話エンドカード、2017年）
- 『俺が好きなのは妹だけど妹じゃない』 （第7話エンドカード、2018年）

### その他
- 『イロドリミドリ』
- 『ゆにおん！』 （脚本：白鳥士郎）（『月刊コミックアライブ』2014年10月号掲載、以降休載）月刊コミックアライブ通巻100号記念新連載